# アサリ (クレーター)
アサリ（Asari, [əˈsɛəri]）は、メインベルトの準惑星ケレスの北極近傍にある衝突クレーター。アッシリア神話の農業神にちなんで名づけられた。直径は約52キロメートル。